# مجموعه تپه‌های شهر برات
مجموعه تپه‌های شهر برات مربوط به دوران‌های تاریخی پس از اسلام است و در شهرستان سروستان، شمال کوه قلعه گریخته واقع شده و این اثر در تاریخ ۸ مرداد ۱۳۸۱ با شمارهٔ ثبت ۶۰۸۱ به‌عنوان یکی از آثار ملی ایران به ثبت رسیده است.